# 日本聴能言語福祉学院
専門学校 日本聴能言語福祉学院（せんもんがっこう にほんちょうのうげんごふくしがくいん）は、愛知県名古屋市中村区若宮町にある言語聴覚士、義肢装具士を養成する専修学校。1985年（昭和60年）に四年制大学卒業者を対象とした言語聴覚士の2年制養成課程を設置しており、全国で最も長い歴史を有する。義肢装具士の養成校としても私学で最古の歴史を有する。

## 概観
言語聴覚士の養成校としても、義肢装具士の養成校としても、現存する私学の養成校としては最古の歴史を有し、名古屋駅西側に校舎を構える専修学校である。珪山会グループの学校法人珪山学園が運営しており、同一グループの鵜飼リハビリテーション病院（隣接）や鵜飼病院でも学生の教育・実習が行われる。近年の国家試験合格率は、いずれも100％を達成している。

## 沿革

### 略歴
鵜飼昌訓が、「医療と並んでこれからの社会に必要なのはリハビリである」との考えに基づき、1985年（昭和60年）に「日本聴能言語学院」として創設。珪山会グループ附属の専門学校となる。四年制大学卒業者以上を対象とした言語聴覚士の2年制養成課程を全国に先駆けて設置した。1992年（平成4年）より、聴能言語学科、補聴言語学科、義肢装具学科、介護福祉学科の四学科体制となる。1995年（平成7年）に学校法人となり、校名も現称に変更。2008年（平成20年）に介護福祉学科を廃止。いずれの学科でも定員30名の少人数教育が行われている。

### 年表
- 1985年（昭和60年）4月 - 日本聴能言語学院として設立される。聴能言語学科を設置。
- 1987年（昭和62年）4月 - 義肢装具学科、補聴器学科を設置。
- 1989年（平成元年）4月 - 介護福祉学科を設置。
- 1992年（平成4年）4月 - 補聴言語学科を設置。補聴器学科を廃止。
- 1995年（平成7年）4月 - 学校法人日本聴能言語福祉学院に改組。
- 2008年（平成20年）4月 - 介護福祉学科を廃止。

## 基礎データ

### 所在地
名古屋駅西側の徒歩圏内に所在しており、交通の便が良いほか、授業開始時間が9時30分であることから、遠方からの通学も可能である。

### 住所
〒453-0023：愛知県名古屋市中村区若宮町2丁目14番地

### アクセス
- 名古屋市営地下鉄桜通線「太閤通駅」下車、1番出入口より徒歩で約1分。
- 名古屋市営バス・名鉄バス「地下鉄太閤通西」バス停下車、徒歩で約5分。
- 各線名古屋駅より徒歩で約12分。

## 教育

### 組織

#### 聴能言語学科
1985年（昭和60年）設置。四年制大学卒業者以上を対象とした言語聴覚士の養成課程（昼間2年）であり、国内最古の歴史を有する。定員は30名。卒業により、言語聴覚士国家試験の受験資格と専門士の称号が得られる。1年次の冬期に見学実習が実施され、2年次の6月下旬頃までに国家試験対策を除く全科目の講義が終了する。2年次の6月下旬から11月までの半年間で12週間の臨床実習が行われる。

#### 補聴言語学科
1992年（平成4年）設置。高校卒業者以上を対象とした言語聴覚士の養成課程（昼間3年）である。定員は30名。在学生の1/3～1/2が短大卒、大卒、社会人経験者である。卒業により、言語聴覚士国家試験の受験資格と専門士の称号が得られる。2年次の夏季に1週間の見学実習が実施され、冬期に4週間の評価実習が行われる。3年次の6月から11月のあいだに約8週間の臨床実習と1週間の聴覚検査実習が行われる。

#### 義肢装具学科
1987年（昭和62年）設置。高校卒業者以上を対象とした義肢装具士の養成課程（昼間3年）であり、私学で最古の歴史を有する。定員は30名。卒業により、義肢装具士国家試験の受験資格と専門士の称号が得られる。実習授業が全カリキュラムの4割以上を占め、全国の養成校に先駆け、筋電義手の製作実習も実施している。2年次の夏に6週間、3年次の夏に8週間の臨床実習が学外で行われる。

### 就職・進路

#### 国家試験合格率
とりわけ言語聴覚士国家試験については、1年次から各科目の基本問題を網羅したオリジナル問題集を配布するなど、独自の試験対策を展開しており、合格率100％を維持している。
| 卒業年度               | 言語聴覚士国家試験 | 言語聴覚士国家試験 | 義肢装具士国家試験 | 義肢装具士国家試験 |
| 卒業年度               | 合格率             | 全国平均値         | 合格率             | 全国平均値         |
| ---------------------- | ------------------ | ------------------ | ------------------ | ------------------ |
| 2013年度（平成25年度） | 100.0%             | 74.1%              | 95.7%              | 82.8%              |
| 2014年度（平成26年度） | 100.0%             | 70.9%              | 96.4%              | 90.2%              |
| 2015年度（平成27年度） | 100.0%             | 67.6%              | 100.0%             | 84.1%              |
| 2016年度（平成28年度） | 100.0%             | 75.9%              | 100.0%             | 87.0%              |

#### 就職
聴能言語学科、補聴言語学科は開学以来、就職率100％を維持している。求人数は、2012年（平成24年）度に1,000人を超え、2015年（平成27年）度は1,476人であった。2016年（平成28年）4月現在の就職先は、長年の教育実績により、東海地方が62.5%、関東地方が11.1%、関西地方が10.5%など全国に広がっており、全国各地からの求人を反映している。
義肢装具学科は、毎年約150件300名の求人があり、約90％が全国の義肢装具関連施設に就職している。東海地方での就職は49.7%である。

## 学校関係者と組織

### 学校関係者組織
同窓会組織として、若宮ST同窓会と薫風会がある。若宮ST同窓会は、聴能言語学科と補聴言語学科の卒業生を正会員とし、専任教職員で役員会の承認を得た者を特別会員として構成される。薫風会は、義肢装具学科の第7期の卒業生と中部リハビリテーション専門学校の義肢装具学科（第1期～6期）までの卒業生で構成される。

### 出身者
- 山本篤 - 日本の義足陸上競技選手初のパラリンピック・メダリスト。

## 学生生活

### 学費
聴能言語学科、補聴言語学科の学費は、国立障害者リハビリテーションセンター学院を除きどの養成校よりも低く設定されている。さらに、全国でも数少ない専門実践教育訓練給付金制度・教育訓練支援給付金制度の対象になっている。

## 対外関係

### 関連施設
同じ珪山会グループの医療法人珪山会が運営する鵜飼リハビリテーション病院が隣接しているほか、鵜飼病院を関連病院として学生の実習が実施されている。また、各地の医療機関も提携実習施設となっている。なお、鵜飼病院で学生が受診する場合、初診費用が免除される。

### 系列校
系列校の学生との特別講義（多職種グループワーク）も実施されている。
- 中部リハビリテーション専門学校
- 中部看護専門学校